# 吉田町 (愛媛県)
吉田町（よしだちょう）は、愛媛県の南予地方にあった町。北宇和郡に属していた。合併により、現在は宇和島市の一部となっている。
日本一のミカン産地であるとともに、水産業も盛んである。旧吉田藩の陣屋として栄えた歴史がある。

## 地理

### 位置・地形
愛媛県の南西部、宇和島市のすぐ北に隣接している。宇和島市内中心部から約9km、宇和町卯之町からは約9.5 km。宇和海に突き出した半島と付け根の部分とからなっている。古くは宇和島街道と呼ばれた国道56号が町の中央部を南北に縦貫し、北の東宇和郡宇和町（現: 西予市）とは法華津峠（ほけつとうげ）で、南の宇和島市中心部とは知永峠（ちながとうげ）でつながっている。東隣の三間町は同じ北宇和郡に属するものの峠越えの細い道があるのみで、人や車の往来は少なく、吉田町は北宇和郡内でも古くから吉田郷と呼ばれ、一つの独立した地域であった。このため、鬼北地域の合併にはそもそも加わらなかった。
急傾斜地が多く、平地はわずかに10%程度である。正面の宇和海では真珠・ハマチ養殖が盛んで筏が並んでいる。その背後の山々には山頂近くまで果樹園が切り開かれており、両者が相まって当地独特の景観を形成している。
江戸時代は伊予吉田藩の陣屋町。三河吉田藩のあった三河国吉田宿が明治以後豊橋に改名するきっかけの一つである。
- 山: 高森山、遠見山

### 町名の由来
吉田という名がいつごろからあったかははっきりしない。
一つの説には、この地がヨシの群生する湿田であったことから、よしだとなったとする。吉田藩の分立時の古文書に「吉田新田」の名が見え、このころには吉田という呼称が成立していたものと推定される。

## 歴史
藩政期
- 伊予吉田藩に属した。詳細は、伊予吉田藩を参照のこと。

明治以降
- 明治10年代 - 藩政期末期に土佐から持ち込まれたミカンの栽培が盛んになり、全国の品評会で一等の栄誉に輝くもの（明治17年）もあった。
- 1880年（明治13年） - 楽終社、南鉾社が成立され金融業を営む。後にそれぞれ、吉田商業銀行、伊予吉田銀行と改称。
- 1884年（明治17年） - 宇和島 - 大阪航路の寄航始まる。
- 1889年（明治22年） - 東小路、西小路、北小路、本町、裡町（うらまち）、魚棚町（うおたなまち）の合併により、吉田町成立。
- 明治末期から大正にかけて養蚕が盛んに営まれ、当初は士族の授産として始められたが、技術発展もあって一時は10の製糸工場が操業していた。後に、第一次世界大戦後の不況により、衰退していった。
- 1916年（大正5年） - 伊予吉田銀行を第二十九銀行が吸収。
- 1917年（大正6年） - 山下実科高等女学校開校。
- 1920年（大正9年） - 宇和島 - 卯之町（東宇和郡宇和町）間に路線バス開通。
- 1930年（昭和5年） - 吉田商業銀行を第二十九銀行が吸収。
- 1938年（昭和13年） - 北宇和郡立間尻村を編入。
- 1941年（昭和16年） - 国鉄の宇和島駅と卯之町駅の間が開通。伊予吉田駅設置。
- 1950年（昭和25年） - 昭和天皇が吉田小学校などに行幸（昭和天皇の戦後巡幸）[1]。
- 1955年（昭和30年） - 北宇和郡奥南村、立間村、喜佐方村、東宇和郡玉津村、北宇和郡高光村の一部（知永）と合併、吉田町となる。
- 1966年（昭和41年） - 昭和天皇、香淳皇后が第17回全国植樹祭に合わせて県内を行幸啓。吉田町農業協同組合農業機械センターを視察[2]。
- 1969年（昭和44年） - 国道56号法華津隧道開通、宇和町との陸路が飛躍的に改善。
- 2005年（平成17年） - 宇和島市、北宇和郡三間町・津島町との合併により自治体としては消滅した。

```
吉田町の系譜
（町村制実施以前の村）　（明治期）　　　　　　（昭和の合併）　　　　　　　　　　　　　（平成の合併）
　　　　　　　　　　　町村制施行時
東小路　━━┓
西小路　━━┫
北小路　━━┫　　　　　　　　　　　　　あ
本町　　━━╋━━━━━　吉田町　━━━┳━━━━━━━━━┓
裡町　　━━┫　　　　　　　　　　　　　┃　　　　　　　　　┃
魚棚町　━━┛　　　　　　　　　　　　　┃　　　　　　　　　┃い
　　　　　　　　　　　　　　　　　　　　┃　　　　　　　　　┣━━━━━━━━━━┓
　　　　　　　　　　　　立間尻村　━━━┛　　　　　　　　　┃　　　　　　　　　　┃
　　　　　　　　　　　　　奥南村　━━━━━━━━━━━━━┫　　　　　　　　　　┃
　　　　　　　　　　　　喜佐方村　━━━━━━━━━━━━━┫　　　　　　　　　　┃
　　　　　　　　　　　　　立間村　━━━━━━━━━━━━━┫　　　　　　　　　　┃
　　　　　　　　　　　　　玉津村　━━━━━━━━━━━━━┫　　　　　　　　　　┃
　　　　　　　　　　　　　高光村　━━━━━━━━━━━━━┻┓　　　　　　　　　┃
　　　　　　　　　　　　　　　　　　　　　　　　　　　　　　う┃　　　　　　　　　┃
　　　　　　　　　　　　　　　　　　　　　　　　　　　　　　　┃　　　　　　　　　┃お
　　　　　　　　　　　　　　　　　　　　　　　　　　　　　　　┃え　　　　　　　　┣━　宇和島市（新）
　　　　　　　　　　　　　　　　　　　　　　　　宇和島市　━━┻━━━━━━━━━┫
　　　　　　　　　　　　　　　　　　　　　　　　　三間町　━━━━━━━━━━━━┫
　　　　　　　　　　　　　　　　　　　　　　　　　津島町　━━━━━━━━━━━━┛

あ - 1938年（昭和13年）2月11日、立間尻村を吉田町に編入
い - 1955年（昭和30年）3月1日、合併
う - 1955年（昭和30年）3月1日、高光村のうち知永を合併
え - 1955年（昭和30年）3月31日、高光村を宇和島市に編入
お - 2005年（平成17年）8月1日、新設合併
（注記）「立間尻村」以下の合併以前の系譜については、それぞれの市町村の記事を参照のこと。

```

## 行政

### 平成の市町村合併
吉田町は、町立病院を抱え、南予用水事業関係の負担が大きく、財政状況は逼迫し、市町村合併による効率化が避けられない状況であった。このため、宇和島市との合併は最も現実的な選択であった。
2005年（平成17年）8月1日、宇和島市、三間町、津島町と対等合併、新たに宇和島市の一部となった。なお、愛媛県内の平成期の合併としては最後であった（2010年8月現在）。

## 経済・産業
みかんと水産の町である。
農業
- みかん王国愛媛の中でも、八幡浜・西宇和地域と並ぶ屈指のみかん産地であり、愛媛みかんの発祥地でもある。
- みかんの栽培は吉田町内で明治10年頃から始まり、同20年代には定着していったとされる。その後も次第にみかん畑が広がり、昭和初期には、さらに拍車がかかった。太平洋戦争の前後には苦難の時代もあったが、昭和30年代には吉田のみかんは黄金時代を迎え、立間駅から出発する「みかん列車」が季節の便りとして、新聞紙上に登場するのが年中行事となっていた。
- しかし、1967年（昭和42年）の大旱魃は乗り切ったが、1970年代は全国的に過剰生産に陥った。生産技術の向上、品質改良に努めたものの、「食」が多様化し、安価な外国産フルーツが店頭に並ぶなか、必需品ではないみかんは消費量減退・生産者価格の低迷に悩まされ続けている。吉田のみかんは「宇和青果」のブランドで出荷していたが、かつてのブランド力は衰え、苦境に立たされている。
- 愛媛県の「みかん研究所」の新築が新たな時代を切り開く、一つのきっかけとなることが期待されている。

水産業

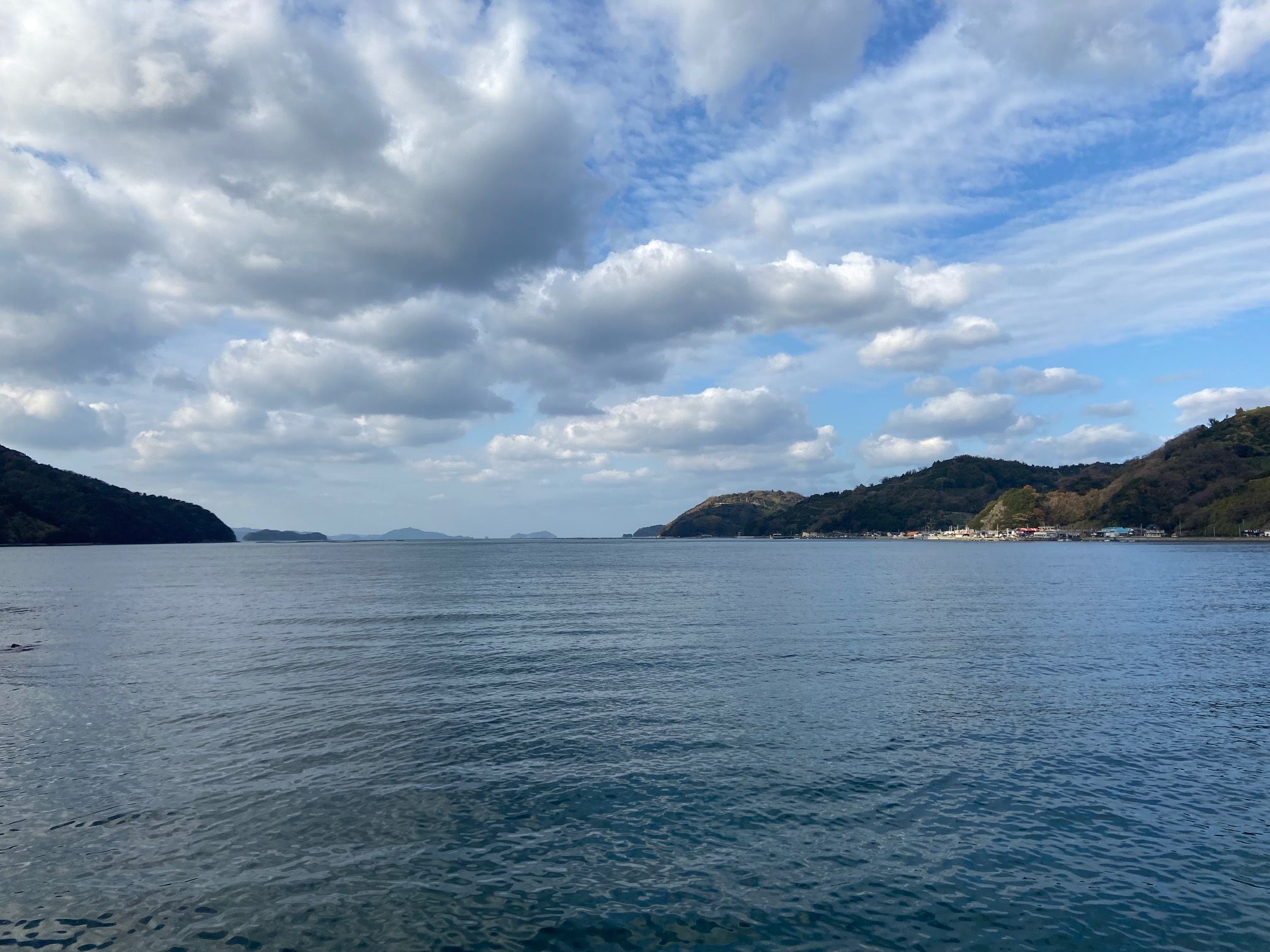
吉田湾

- 吉田町における水産業は、魚類と真珠の養殖に特化している。
- 魚類養殖のうち、ハマチ類養殖は、1964年（昭和39年）に町内の立目地区で始まった。沿岸漁業が次第に衰退していった時期であり、漁業者に新たな道を切り開く結果となった。吉田湾内は波静かで養殖に適していたため、すぐさま広まっていった。
- 真珠は、1957年（昭和32年）、町内の花組で始まったとされる。吉田湾は、水深もあり湾内の潮流は海域を常に新鮮に保たれ、水温も適し、プランクトンも豊富である。加えて、背後の山々は石灰岩質で、山から流れ込む水により、独特の水質が保たれているのも一因とされる。湾が切れ込み、奥まっているため台風の直撃も比較的少ないことも好材料であった。

商業
- 町中心部、国道56号から東一帯に商店街を形成し、役場、病院、金融機関もこの地区にあり、歩いて移動できる範囲に生活利便施設は集中している。しかしながら、駐車場や商品品揃えに面で勝る宇和島市にかなり流れている。宇和島市の北部、市街地入り口に大規模スーパーがあり、そちらに購買力は吸引されている。吉田町の商店街内にも地元資本のスーパーマーケットがあるが、店舗面積は小さく、次第に地元高齢者向けの品揃えに移行しつつある。
- 宇和町卯之町（現: 西予市）にも商業集積があるため、こちらにも流出。宇和島と卯之町と両方から挟み撃ちとなり、引っぱられている状態にある。
- 将来的には、松山自動車道が宇和島まで開通すると、素通りに近い状態が強まると懸念される。一方では、町内の通行量が減って、高齢の歩行者にも安心して横断できるという見方もある。

## 教育

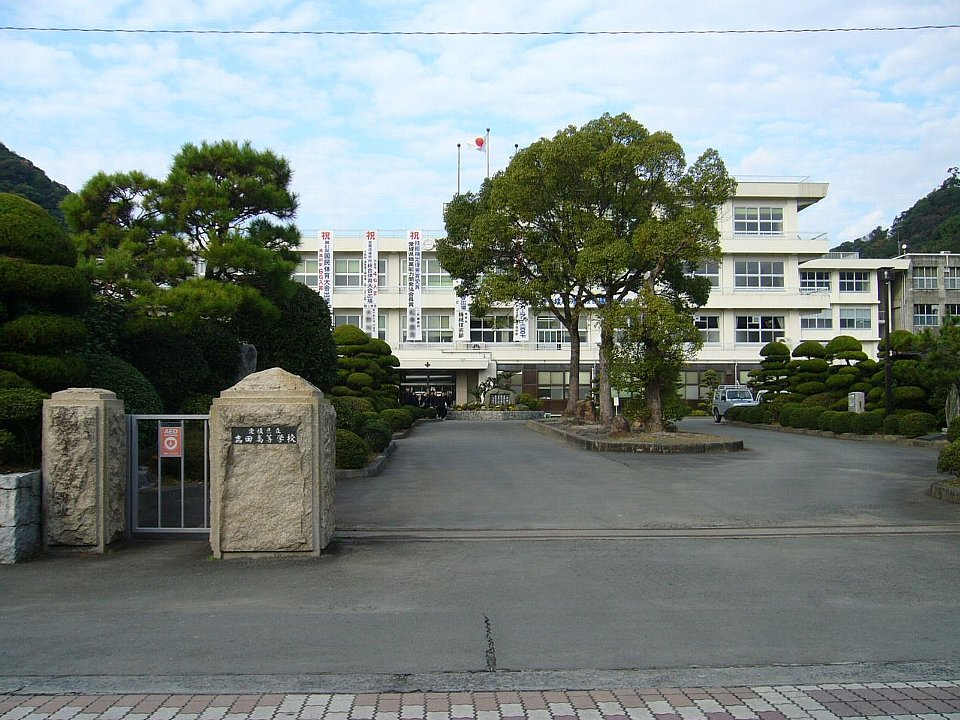
吉田高等学校

高等学校
- 愛媛県立吉田高等学校

中学校
- 吉田町立吉田中学校

小学校
- 吉田町立吉田小学校
- 宇和島市立奥南小学校
- 宇和島市立喜佐方小学校
- 宇和島市立立間小学校
- 宇和島市立玉津小学校

社会教育
- 町立図書館
- 公民館6、中央公民館は役場横

## 交通

### 鉄道
- 四国旅客鉄道（JR四国）
  - 予讃線：立間駅 - 伊予吉田駅

### 道路

#### 一般国道
- 国道56号
町内を南北に縦貫している。まちなかは、道の両側に家屋が建ち並んでいる。
- 国道378号
三瓶町、明浜町（共に現: 西予市）等の海岸沿いの町を経て、吉田町で国道56号に合流する。

#### 都道府県道
主要地方道
走っていない。
一般県道
- 愛媛県道271号玉津港線
- 愛媛県道272号河内立間停車場線
- 愛媛県道273号奥浦白浦線
- 愛媛県道274号吉田宇和島線
- 愛媛県道279号西谷吉田線
- 愛媛県道314号舟間伊予吉田停車場線

### バス
吉田 - 宇和島間は宇和島自動車のバスが比較的頻繁に運行されている。一部は、北は吉田からさらに北西に向かい明浜町（現: 西予市明浜町）田之浜まで、南は岩松（宇和島市津島町）まで運行されている。また、同社の松山 - 宇和島間の特急・急行バスも通っている。

## 観光
観光地
法華津峠（眺望）、吉田ふれあい国安の郷、フィッシングセンター、観光文化センター、吉田藩陣屋跡、観光みかん園、貝之浦海水浴場、吉田きなはいや、きなはいや三万石
イベント
安藤神社春祭り
夏祭り
特産物
温州みかん（日本一の産地を自負）、ポンカン、温室みかん、伊予柑、真珠、ハマチ、海産物（ちりめん）、水産練製品（蒲鉾、皮ちくわ、じゃこ天ぷら、はるちゃん天ぷら、太刀巻き、すり身コロッケなど）、みかん饅頭、フルーツゼリー（商品名: フルーツフル）、ポンジュース
郷土料理
ふくめん、ふかの湯ざらし、じゃこ天、みかんうどん

## 出身者
- 大塚裕子 - 元新体操選手[5]
- カナヘイ - イラストレーター
- kenzooooooo - 八十八ヶ所巡礼
- 志水広典 - 極洋元社長
- マーガレット廣井 - 八十八ヶ所巡礼
- 山下亀三郎